# Coppa del Portogallo 2005-2006 (hockey su pista)
La Coppa del Portogallo 2005-2006 è stata la 33ª edizione della principale coppa nazionale portoghese di hockey su pista. La competizione ha avuto luogo dal 1º novembre 2005 al 18 giugno 2006 con la disputa delle final four a Mealhada. Il trofeo è stato conquistato dal Porto per l'undicesima volta nella sua storia superando in finale il Juventude Viana.

## Risultati

### Ottavi di finale
| Squadra 1     | Risultato | Squadra 2        |
| ------------- | --------- | ---------------- |
| Sesimbra      | 4 - 3     | Mealhada         |
| Gulpilhares   | 4 - 3     | Oliveirense      |
| Benfica       | 2 - 0     | Portosantese     |
| Académica     | 6 - 3     | Amadora          |
| Turquel       | 2 - 9     | Porto            |
| Entroncamento | 2 - 10    | Juventude Viana  |
| Biblioteca    | 1 - 6     | Alenquer Benfica |
| Cascais       | 8 - 6     | Famalicense      |

### Quarti di finale
| Squadra 1        | Risultato | Squadra 2       |
| ---------------- | --------- | --------------- |
| Alenquer Benfica | 1 - 6     | Juventude Viana |
| Cascais          | 1 - 2     | Académica       |
| Sesimbra         | 0 - 2     | Benfica         |
| Gulpilhares      | 2 - 7     | Porto           |

### Final four

#### Semifinali
| Mealhada 17 giugno 2006 | Académica | 3 – 8 | Juventude Viana |  |

| Mealhada 17 giugno 2006 | Benfica | 6 – 7 (d.t.s.) | Porto |  |

#### Finale
| Mealhada 18 giugno 2006 | Juventude Viana | 4 – 7 | Porto |  |